# Mattias Hansson (journalist)
Mattias Hansson, född den 4 februari 1969 i Skurup, är en svensk journalist och medieentreprenör. Sedan 2013 är han vd och delägare i Abbamuseet.

## Bakgrund
Mattias Hansson började sin yrkesbana som popskribent på Ystads Allehanda i slutet av 1980-talet. Han fortsatte som redaktör för skivrecensionerna på Nöjesguiden och blev sedermera chefredaktör för tidningen. 22 år gammal fick han ett erbjudande från Jan Stenbeck att utveckla tidningen Z. Tidningen, som tidigare varit inriktad på politisk satir, gjordes under Hanssons ledning om till en svensk variant av den amerikanska tekniktidningen Wired. Under namnet Z M@gazine började tidningen i stället handla om den digitala revolutionen. År 1995 lade Stenbeck plötsligt ner Z M@gazine. I samband med nedläggningen fick Hansson flera erbjudanden, ett från Telia, som skulle starta webbplatsen Passagen, och ett från Posten, som skulle starta den konkurrerande portalen Torget. Tillsammans med Erik Hörnfeldt valde han att börja arbeta med Torget där han blev chefredaktör. Syftet med webbplatsen var att få folk att börja e-handla och skicka paket och Hanssons uppgift var att skapa innehållet på den nya digitala mötesplatsen.
Mattias Hansson har även arbetat som redaktionschef på Sveriges Radio P3, som vd på Hyper Island och haft en chefsposition på reklambyrån SWE som han till delar fortfarande innehar. 
Hansson har en utbildning på Försvarshögskolan.